# Mycterus umbellatarum
Mycterus umbellatarum es una especie de coleóptero de la familia Mycteridae.

## Distribución geográfica
Habita en el Paleártico.